# Magnus Norman
Magnus Norman (Filipstad, Suècia; 30 de maig de 1976) és un tennista professional retirat suec i actualment entrenador de tennis.
Va guanyar dotze títols individuals que van ser suficients per arribar al segon lloc del rànquing individual l'any 2000. Va arribar a disputar una final de Grand Slam a Roland Garros també l'any 2000. En la modalitat de dobles masculins no va guanyar cap títol del circuit ATP i va arribar al 133è lloc del rànquing mundial. Va ser integrant de l'equip suec de Copa Davis en diverses ocasions i va participar en la consecució del títol en l'edició de 1998. Es va retirar l'any 2004 amb només 27 anys a causa d'una lesió al maluc i als genolls.
Després de la seva retirada va exercir com a entrenador de tennis de diversos tennistes com Thomas Johansson, Robin Söderling i Stan Wawrinka, i va ser guardonat amb el premi de millor entrenador de l'any al circuit ATP l'any 2016. També va ser un dels fundadors d'una acadèmia de tennis l'any 2011, amb els tennistes suecs Nicklas Kulti i Mikael Tillström, que van anomenar Good to Great Tennis Academy.

## Torneigs de Grand Slam

### Individual: 1 (0−1)
| Resultat  | Núm. | Any  | Torneig       | Oponent         | Marcador              |
| --------- | ---- | ---- | ------------- | --------------- | --------------------- |
| Finalista | 1.   | 2000 | Roland Garros | Gustavo Kuerten | 2−6, 3−6, 6−2, 6−7(6) |

## Palmarès

### Individual: 18 (12−6)
| Llegenda (pre/post 2009)                                 |
| -------------------------------------------------------- |
| Grand Slams (0−1)                                        |
| Tennis Masters Cup / ATP Finals (0−0)                    |
| ATP Masters Series / ATP World Tour Masters 1000 (1−0)   |
| ATP International Series Gold / ATP World Tour 500 (1−1) |
| ATP International Series / ATP World Tour 250 (10−3)     |

| Títols per superfície |
| --------------------- |
| Dura (5−3)            |
| Gespa (0−0)           |
| Terra batuda (7−2)    |
| Moqueta (0−1)         |

| Resultat  | Núm. | Data                 | Torneig                   | Superfície   | Oponent             | Marcador                      |
| --------- | ---- | -------------------- | ------------------------- | ------------ | ------------------- | ----------------------------- |
| Guanyador | 1.   | 13 de juliol de 1997 | Båstad, Suècia            | Terra batuda | Juan Antonio Marín  | 7−5, 6−2                      |
| Finalista | 1.   | 19 d'octubre de 1997 | Ostrava, Txèquia          | Moqueta (i)  | Karol Kučera        | 2−6, retirada                 |
| Finalista | 2.   | 2 d'agost de 1998    | Umag, Croàcia             | Terra batuda | Bohdan Ulihrach     | 2−6, 6−7(0)                   |
| Guanyador | 2.   | 9 d'agost de 1998    | Amsterdam, Països Baixos  | Terra batuda | Richard Fromberg    | 6−3, 6−3, 2−6, 6−4            |
| Guanyador | 3.   | 26 d'abril de 1999   | Orlando, Estats Units     | Terra batuda | Guillermo Cañas     | 6−0, 6−3                      |
| Guanyador | 4.   | 25 de juliol de 1999 | Stuttgart, Alemanya       | Terra batuda | Tommy Haas          | 6−7(6), 4−6, 7−3(7), 6−0, 6−3 |
| Guanyador | 5.   | 1 d'agost de 1999    | Umag                      | Terra batuda | Jeff Tarango        | 6−2, 6−4                      |
| Guanyador | 6.   | 29 d'agost de 1999   | Long Island, Estats Units | Dura         | Àlex Corretja       | 7−6(4), 4−6, 6−3              |
| Guanyador | 7.   | 11 d'octubre de 1999 | Xangai, Xina              | Dura         | Marcelo Ríos        | 2−6, 6−3, 7−5                 |
| Guanyador | 8.   | 15 de gener de 2000  | Auckland, Nova Zelanda    | Dura         | Michael Chang       | 3−6, 6−3, 7−5                 |
| Guanyador | 9.   | 14 de maig de 2000   | Roma, Itàlia              | Terra batuda | Gustavo Kuerten     | 6−3, 4−6, 6−4, 6−4            |
| Finalista | 3.   | 11 de juny de 2000   | Roland Garros, França     | Terra batuda | Gustavo Kuerten     | 2−6, 3−6, 6−2, 6−7(6)         |
| Guanyador | 10.  | 16 de juliol de 2000 | Båstad (2)                | Terra batuda | Andreas Vinciguerra | 6−1, 7−6(6)                   |
| Guanyador | 11.  | 21 d'agost de 2000   | Long Island (2)           | Dura         | Thomas Enqvist      | 6−3, 5−7, 7−5                 |
| Guanyador | 12.  | 15 de gener de 2000  | Xangai (2)                | Dura         | Sjeng Schalke       | 6−4, 4−6, 6−3                 |
| Finalista | 4.   | 14 de gener de 2001  | Sydney, Austràlia         | Dura         | Lleyton Hewitt      | 4−6, 1−6                      |
| Finalista | 5.   | 11 de març de 2001   | Scottsdale, Estats Units  | Dura         | Francisco Clavet    | 4−6, 2−6                      |
| Finalista | 6.   | 6 d'octubre de 2002  | Tòquio, Japó              | Dura         | Kenneth Carlsen     | 6−7(6), 3−6                   |

### Dobles masculins: 1 (0−1)
| Llegenda (pre/post 2009)                                 |
| -------------------------------------------------------- |
| Grand Slams (0−0)                                        |
| Tennis Masters Cup / ATP Finals (0−0)                    |
| ATP Masters Series / ATP World Tour Masters 1000 (0−0)   |
| ATP International Series Gold / ATP World Tour 500 (0−0) |
| ATP International Series / ATP World Tour 250 (0−1)      |

| Títols per superfície |
| --------------------- |
| Dura (0−1)            |
| Gespa (0−0)           |
| Terra batuda (0−0)    |

| Resultat  | Núm. | Data               | Torneig     | Superfície | Parella            | Oponents                    | Marcador |
| --------- | ---- | ------------------ | ----------- | ---------- | ------------------ | --------------------------- | -------- |
| Finalista | 1.   | 6 de gener de 1997 | Doha, Qatar | Dura       | Patrik Fredriksson | Jacco Eltingh Paul Haarhuis | 3−6, 2−6 |

### Equips: 1 (1−0)
| Resultat  | Núm. | Data                    | Torneig                  | Superfície       | Equip                                          | Oponents                                                        | Marcador |
| --------- | ---- | ----------------------- | ------------------------ | ---------------- | ---------------------------------------------- | --------------------------------------------------------------- | -------- |
| Guanyador | 1.   | 4−6 de desembre de 1998 | Copa Davis, Milà, Itàlia | Terra batuda (i) | Jonas Björkman Magnus Gustafsson Nicklas Kulti | Andrea Gaudenzi Diego Nargiso Gianluca Pozzi Davide Sanguinetti | 4−1      |

## Trajectòria

### Individual
| Open d'Austràlia | A   | Q2  | Q1   | A   | 1R    | 1R    | 1R    | 2R    | SF    | 4R    | A     | A     | 0 / 6     | 9 − 6     |
| Roland Garros | A   | A   | A    | A   | 2R    | QF    | 2R    | 1R    | F     | 1R    | 1R    | 1R    | 0 / 8     | 12 − 8    |
| Wimbledon | A   | A   | A    | A   | A     | 3R    | 1R    | 3R    | 2R    | A     | A     | A     | 0 / 4     | 5 − 4     |
| US Open | A   | A   | A    | A   | A     | 2R    | 2R    | 4R    | 4R    | A     | 1R    | 1R    | 0 / 6     | 8 − 6     |
| Tennis Masters Cup | A   | A   | A    | A   | A     | A     | A     | A     | RR    | A     | A     | A     | 0 / 1     | 0 – 3     |
| Total Victòries−Derrotes                                                                                                  | 0−1 | 0−0 | 0−0  | 3−2 | 13−10 | 46−26 | 28−31 | 44−22 | 67−25 | 25−22 | 12−19 | 10−19 | 244 − 177 | 244 − 177 |
| Rànquing a final d'any | 690 | 588 | 1003 | 170 | 86    | 22    | 52    | 15    | 4     | 49    | 107   | 125   |           |           |
| Llegenda: G: Guanyador; F: Finalista; SF: Semifinalista; QF: Quarts de final; Q: Qualificació; A: Absent; RR: Round Robin |     |     |      |     |       |       |       |       |       |       |       |       |           |           |

## Guardons
- ATP Coach of the Year (2016)